# 莫纳斯提尔

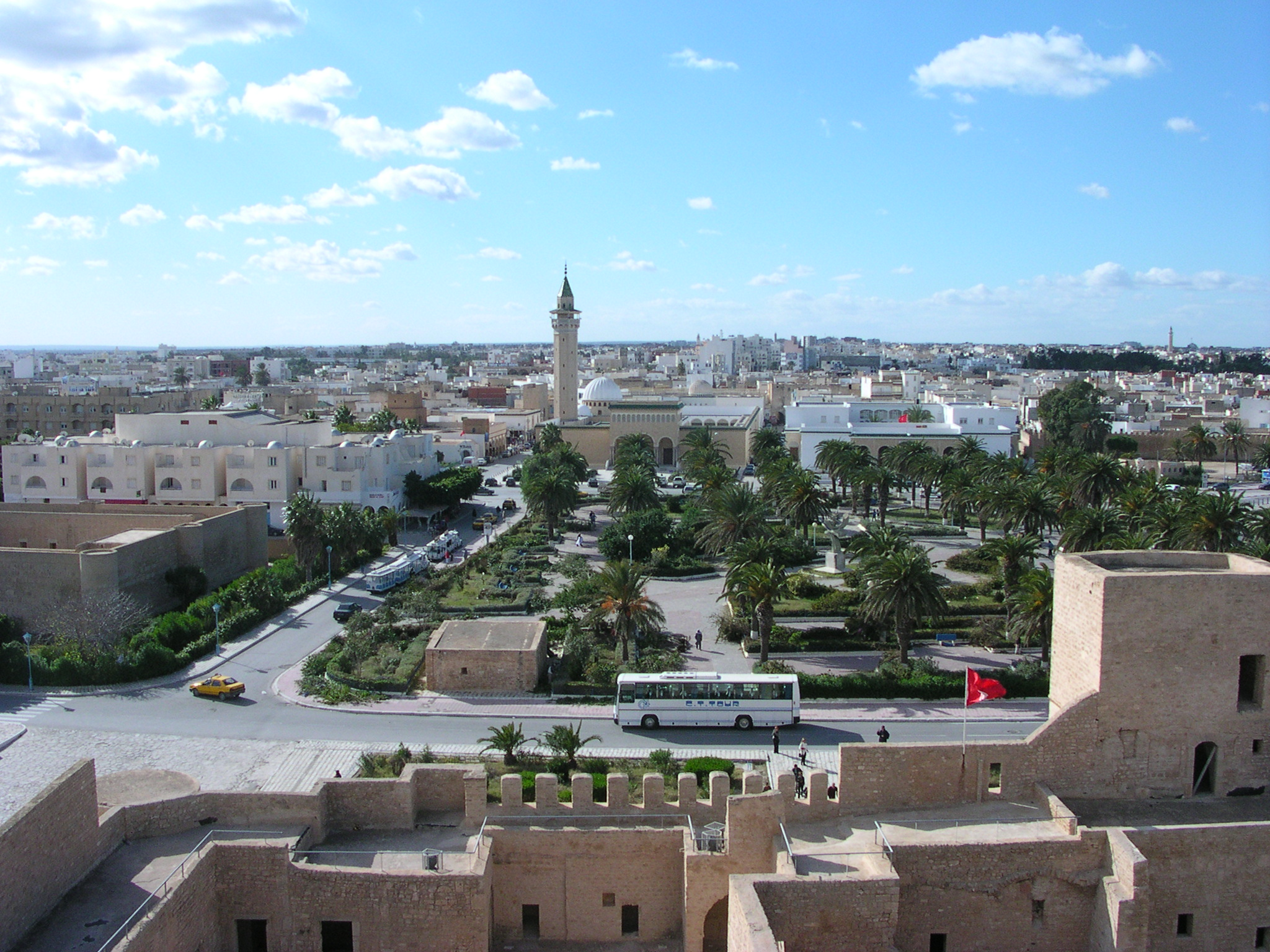
莫纳斯提尔

莫纳斯提尔（阿拉伯语：‎ Monastīr / Mistīrⓘ；源自拉丁文），或译莫纳斯蒂尔，是突尼斯莫纳斯提尔省的省会。
突尼斯首任总统哈比卜·布尔吉巴出生于该城，建有莫纳斯提尔哈比卜·布尔吉巴国际机场以纪念他。